# 克韦什卡尔
克韦什卡尔，是匈牙利维斯普雷姆州所辖的一个村，总面积14.49平方公里，总人口380，人口密度26.2人/平方公里（2010年1月1日）。